# Fédération danoise de rugby à XV
La Fédération danoise de rugby à XV (officiellement en danois : Dansk Rugby Union) est l'instance qui régit l'organisation du rugby à XV au Danemark.

## Historique
Bien que le rugby à XV soit pratiqué au Danemark depuis 1931, la Fédération danoise est fondée le 1er avril 1950,. Elle organise le premier championnat national lors de la saison 1960-1961.
En 1971, elle est admise au Comité olympique national, la Fédération des sports du Danemark,, avant de devenir membre de la FIRA-AER, organisme européen du rugby, selon les sources en 1971 ou en 1975.
En mars 1988, elle devient membre de l'International Rugby Board, organisme international du rugby,.

## Présidents
Les personnes suivantes se succèdent au poste de président de la fédération :
- 1950-1961 : Eigil Hemmert Lund
- 1961-1968 : Poul Erik Jørgensen
- 1968-1969 : Jørgen Larsen
- 1969-1996 : Erik Andersen
- 1996-2013 : Ole Nielsen
- 2013-2014 : Klaus Veile
- élu en 2014 : Jens Aage Skare Nielsen